# Мало Тиње
Мало Тиње (словен. Malo Tinje) је насељено место у општини Словенска Бистрица, Подравска регија, Словенија.

## Историја
До територијалне реорганизације у Словенији било је у саставу старе општине Словенска Бистрица.

## Становништво
У попису становништва из 2011. године, Мало Тиње је имало 84 становника.
| Број становника према пописима | Број становника према пописима | Број становника према пописима |
| ------------------------------ | ------------------------------ | ------------------------------ |
| 1991                           | 2002                           | 2011                           |
| 105                            | 72                             | 84                             |

Напомена: Године 2000. смањен за део насеља који је проглашен за ново самостално насеље Радковец.